# 崇禮站
崇礼站，位于中华人民共和国河北省张家口市崇礼区西湾子镇大夹道沟村，是太锡铁路和京张城际铁路上的火车站，于2022年1月6日启用。
崇礼站站房外立面以“雪山木屋”为设计意向，站场规模2台3线。本站至太子城站区间为单线。
为适应动力集中型动车组运行，崇礼站将2025年5月8日起停运改造，预计6月29日完成。

## 車站周邊
- 翠云山银河滑雪场
- 翠云山皇冠假日度假酒店